# CD-i
Pour les articles homonymes, voir CDI.
Le CD-i, sigle de Compact Disc Interactif, est une console de jeux vidéo et lecteur multimédia conçu par Philips, Sony et Matsushita pour imposer un nouveau standard « multimédia », concept très en vogue depuis le début de l'année 1991. Ce système multimédia permet de fournir plus de fonctionnalités qu'un lecteur de CD audio ou qu'une console de jeux vidéo, tout en restant inférieur au prix d'un ordinateur personnel. Comparé à l'ordinateur individuel, le coût est moindre par l'absence de disque dur, de lecteur de disquette, de clavier et souris, par l'usage d'un téléviseur ordinaire plutôt que d'un moniteur spécifique et par un système d'exploitation plus simple.
Le nom CD-i se réfère aussi au support, le disque CD-i, un format dérivé du Disque Compact standard. Ses spécifications sont décrites dans le Green Book. C'est un disque optique utilisé pour stocker des données sous forme numérique destinées à être lues par un lecteur compatible CD-i.
Le développement du CD-i commence en 1984, avec une première annonce publique du projet en 1986. En 1992 les premiers lecteurs sont disponibles à la vente, en septembre 1992 pour la France. Ils sont capables de jouer disques CD-i, des CD audio, des CD Karaoké, des Photo CD et des Vidéo CD, bien que ces derniers nécessitent le module Full Motion Video pour décoder le MPEG-1. Le système permet d'utiliser des jeux, mais aussi des titres éducatifs, tels que des encyclopédies interactives, des visites de musées, etc. Les disques CD-i peuvent contenir aussi bien des données brutes que de la vidéo ou du son ; mais ils ne peuvent pas être lus dans un lecteur de CD standard et ont été conçus pour être utilisés avec la télévision.
Vu par le grand public comme une console de jeu, le format CD-i s’avère être un échec commercial. La société Philips a perdu près d'un milliard de dollars américains sur l'ensemble du projet. Le dispositif est disponible à la vente jusqu'en 1998, mais l'échec du format CD-i oblige Philips à quitter l'industrie du jeu vidéo. Le CD-i reste l'une des rares consoles de jeux vidéo créées par une société européenne. Cette console est rendue célèbre malgré elle pour avoir hébergé trois des plus mauvais jeux de la franchise Zelda.

## Historique

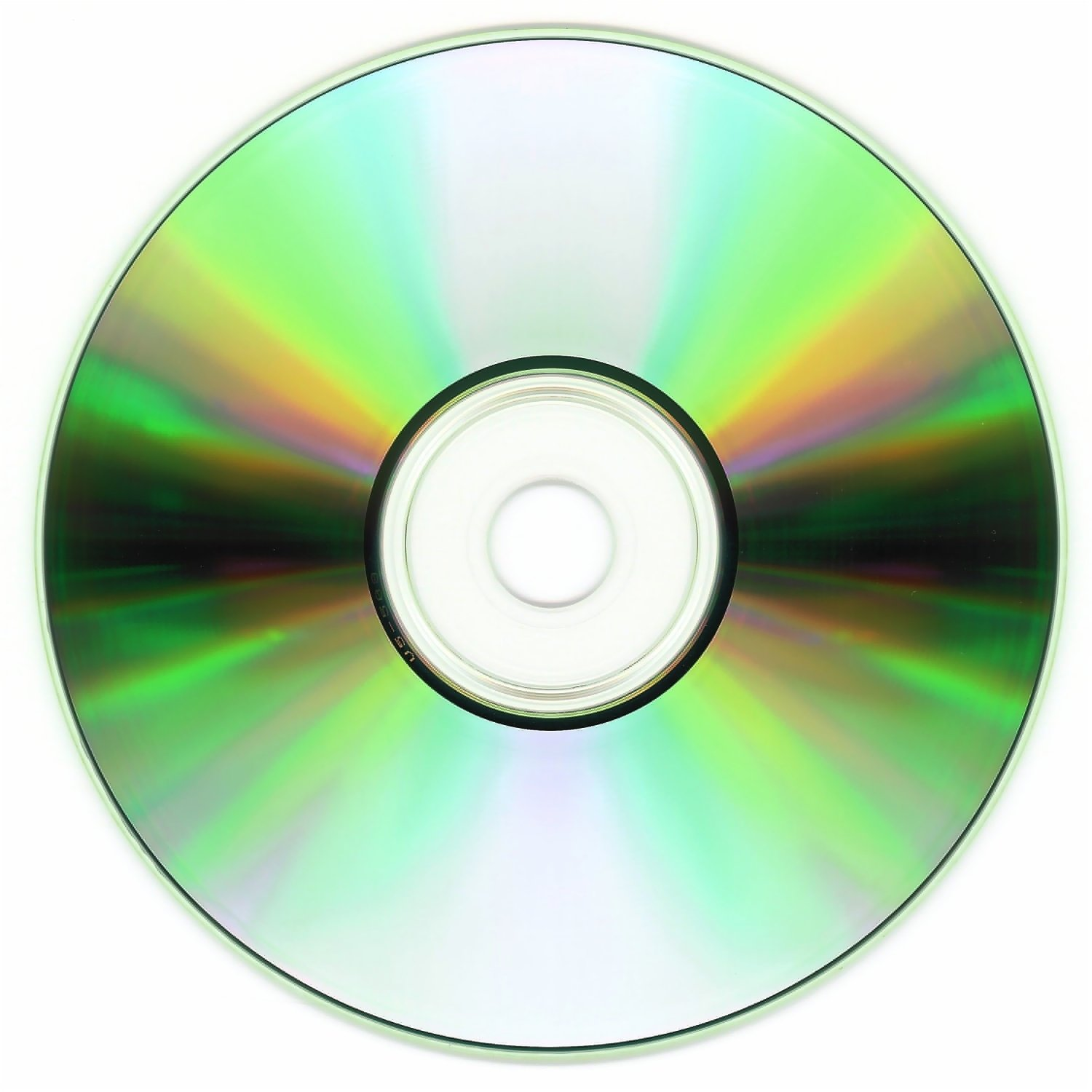
Disque compact similaire au disque CD-i.

Le développement du Compact Disc débute dès le début des années 1970. La première annonce officielle est faite le 8 mars 1979. Grâce aux techniques de Sony pour corriger les erreurs d'encodage, une standardisation du format pour les CD Audio est publiée conjointement par Sony et Philips. Puis s'ensuivent différents formats dont les formats CD-Rom et CD-i au milieu des années 1980.
En 1986, Philips annonce travailler sur une machine pour le nouveau média dont il est le créateur : le CD-ROM. La norme CD-i est dévoilée au grand public par la même occasion. Le système est présenté comme étant une évolution du CD audio, combinant données audio, vidéo et données informatiques. Le lecteur fonctionnera avec le système d'exploitation OS-9.

### 1984-1991: développement
Au départ, la machine est prévue à l'origine comme supportant le MSX, un standard lancé par ASCII et épaulé par Microsoft en 1983. Mais en ce milieu des années 1980, le standard MSX n'est plus à la mode. Philips fait alors appel à Motorola pour le processeur et à Sony pour déterminer le cahier des charges qui donnera le CD-i.
En 1988, Philips, Sony et Panasonic signent un accord autour de cette norme, privilégiant les jeux, la formation et les bornes interactives. Les recherches vont continuer pendant quelques années sans que Philips n'en informe le public. C'est en septembre 1989 que les amateurs de nouvelles technologies apprendront l'existence d'un prototype qui doit révolutionner l'informatique et les loisirs. Lors de cette présentation, Philips dévoile au public le premier prototype du CD-i, le prototype est capable de diffuser des vidéos en plein écran. Il est composé d'une puce Motorola (modèle MC68340, basé sur le processeur Motorola 68000) et de 1 Mio de Ram et de 512Kio de Rom.
En 1989 Philips, qui est déjà associé à Sony, décide de s'associer avec le groupe japonais Matsushita (devenu Panasonic), le but étant de promouvoir et de commercialiser le CD-i. Les premières machines destinées à un usage professionnel sont lancées sur le marché cette même année.
Le terme multimédia apparaît dans les années 1980 et prend une énorme ampleur dans le début des années 1990. Mais le multimédia ce n'est pas seulement du son et de la vidéo, mais c'est aussi les jeux vidéo. C'est pourquoi en juin 1991 quelques jours après le Consumer Electronics Show, Philips dévoile son nouveau partenariat avec Nintendo,. En effet, jusque-là, Nintendo était en partenariat avec Sony pour réaliser un périphérique capable de lire des jeux sur CD-Rom pour sa console, la Super Nintendo. Mais alors que Nintendo réalise que le contrat avec Sony n'est pas à son avantage. Les deux constructeurs Philips et Nintendo s'entendent sur la réalisation d'un lecteur CD qui se connecterait à la Super Nintendo. Il doit par ailleurs être capable de lire les CD audio et être compatible avec la console CD-i de Philips,.

### 1991-1992: lancement
Pour le grand public, c'est le 16 octobre 1991 que la première version sort aux États-Unis. Le premier modèle disponible est le CD-i 910 pour 950 dollars. Il est accompagné de 39 logiciels se décomposant en trois catégories : jeux, culture et éducation.
Après avoir été testé sur le marché américain, ce n'est que le 1er septembre 1992 que le système est diffusé largement auprès du grand public en France ; puis deux semaines plus tard en Allemagne, aux Pays-Bas et en Belgique.
Le premier modèle à voir le jour est le modèle CD-i 205. L'appareil a un look très similaire à un lecteur CD de salon, ou à un magnétoscope. Il dispose par exemple d'un afficheur numérique qui informe l'utilisateur du déroulement des opérations ; il est livré avec une télécommande à pile sur laquelle on retrouve de nombreux boutons et un stick. Les prix de lancement en France tournent autour des 4 990 francs français pour un CD-i 205. Le CD-i 220, proposé pour 5 990 francs, offre des capacités supérieures. Le 310 est la version de luxe. Mais très vite, les prix de l'ensemble de la gamme vont baisser. Cependant aucun de ces modèles ne dispose de la carte permettant de visionner des films.

### 1993: lancement du module complémentaire
En juillet 1993, un peu moins d'un an après son lancement en France, les ventes mondiales s’élèvent à 100 000 exemplaires dont 12 000 en France.
C'est en 1993 que Philips propose un module MPEG, appelé module Full Motion Video, pour permettre de lire des films. Philips espère que ce module complémentaire va permettre de relancer les ventes de lecteur CD-i d'ici la fin de l’année 1994.
Ce module s'ajoute au prix de la machine et début 1994 le prix moyen d'une machine est de 3 490 francs, et le module Full Motion Video est vendu 1 990 francs. Le prix de l'ensemble est proche de la concurrence, presque aussi cher qu'un PC. Mais les CD-Rom pour ordinateur à la différence des CD-i ne permettent pas de stocker de film. En ce qui concerne les jeux ou les logiciels sur CD-i le prix est autour des 280 francs, environ 30% moins cher que la concurrence (450 francs sur CD-Rom pour PC par exemple).

### 1994-1996: échec commercial
Au cours de l’année 1994, Philips multiplie les offres. On peut par exemple retrouver en pack avec son lecteur CD-i différents logiciels, tel qu'un pack avec un CD-i 210 et l'Encyclopédie Hachette Multimédia pour 3 700 francs. L'entreprise compte aussi sur la popularisation du Video CD qui peut être lu avec le module FMV, mais ce ne sera jamais le cas.
Le marché domestique ne décolle pas, malgré les 150 logiciels disponibles début 1994. Les ventes en France n'atteignent que 30 000 exemplaires en juillet 1994. Philips voyant que l'image de console de jeu colle à la peau du CD-i, il décide de sortir un modèle destiné aux jeux. Le CD-i 450 est le premier modèle destiné à concurrencer les consoles de jeux et livré avec une vraie manette de jeu. Mais il ne dispose pas du module de décompression vidéo. Un peu plus tard, le CD-i 550 sort : il s'agit en fait d'un CD-i 450 auquel a été adjoint le module de décompression vidéo.
L’année 1996 est la dernière année pour le CD-i. En effet les ventes de lecteur CD-i ont tout juste atteint l'objectif du million de lecteurs vendus dans le monde. Environ 200 000 lecteurs ont été vendus en France et les meilleures ventes de logiciels concernent les jeux International Tennis Open (150 000 exemplaires) et Chaos Control (130 000 exemplaires).
Philips sort une dernière version du CD-i, aux États-Unis et en Angleterre. Ce modèle dispose d'un modem externe permettant de se connecter à Internet. Il faut pour cela lancer un disque spécial qui contient une page d'accueil avec un index de sites web. Une partie des informations et des images sont pré-chargées sur le disque. Mais Philips commence à se désintéresser du produit pour se concentrer vers le DVD.
Au milieu de l’année 1996, Philips annonce la fin du CD-i, tout en promettant une compatibilité des disques CD-i avec les nouveaux lecteurs DVD. En effet, l'abandon du CD-i est annoncée discrètement au cours de l’été 1997.
Son échec est causé par un prix du lecteur élevé, par des jeux de faible qualité et chers, et par l'impossibilité de lire des vidéos plein écran dans sa version de base. Les parcours en vue subjective étaient représentés par des diaporamas.
Le système reste présent de nombreuses années pour une utilisation professionnelle dans des bornes interactives, notamment en auto-école. En effet, entre 1994 et 2002, Codes Rousseau sort toute une gamme de logiciels pour l'apprentissage du code de la route,,.

## Lecteurs CD-i

### Philips
En plus des spécifications du format, Philips a vendu des lecteurs pour le grand public, les professionnels et pour les développeurs.
- Les lecteurs CD-i 200 comprennent les modèles 205, 210 et 220[37], conçus pour le grand public. Le CD-i 910 est la version américaine du CD-i 205, le modèle de base de la série. Les prix du CD-i tournent autour des 6 000 francs au lancement.
- Les lecteurs CD-i 300 comprennent les modèles 310, 350, 360 et 370, des lecteurs portables réservés au marché professionnel, principalement à cause de leurs coûts. Ils intégraient un écran LCD et des haut-parleurs[38]. Une des utilisations principales était la présentation multimédia, comme celles utilisées par les compagnies pharmaceutiques pour donner des informations produits aux pharmaciens, le matériel pouvant être transporté facilement par les représentants.
- Les lecteurs CD-i 400 comprennent les modèles 450, 470 et 490, lecteurs plus fins, destinés à être vendus comme consoles et sur le marché de l'éducation. Le CD-i 450 par exemple, était un modèle bas de gamme destiné à concurrencer les consoles de jeux et livré sans télécommande infrarouge, optionnelle, mais avec une vraie manette de jeu.
- Les lecteurs CD-i 500 comprennent le modèle 550, il s'agit d'un CD-i 450 vendu avec la carte d'extension vidéo incluse. Cette carte était nécessaire pour lire certains logiciels qui utilisaient le Full Motion Video (FMV). Le FMV était un système qui permettait d'afficher des cinématiques pré-enregistrées[39].
- Les lecteurs CD-i 600 comprennent les modèles 601, 602, 604, 605, 615, 660 et 670. La série des 600 fut conçue pour des applications professionnelles et pour le développement logiciel. Les unités de cette ligne de produits pouvaient exploiter un lecteur de disquette, un clavier et d'autres périphériques. Certains modèles pouvaient également être connectés à un émulateur et possédaient des fonctions de test logiciel et de débogage.

Il existe également des modèles difficiles à mettre dans des catégories, comme le FW380i, un lecteur CD-i intégré dans une chaîne stéréo ; Le 21TCDi30, une télévision avec un lecteur CD-i incorporé ; Le CD-i modulaire 180/181/182, le premier système CD-i fabriqué.

### Autres constructeurs
En plus de Philips, de nombreuses entreprises développent des lecteurs CD-i, tel que Magnavox aux États-Unis, Memorex, Grundig, Panasonic et Sony (avec le lecteur portable de CD-i Intelligent Discman), Bang & Olufsen, et des produits de Matsushita.

## Spécifications techniques

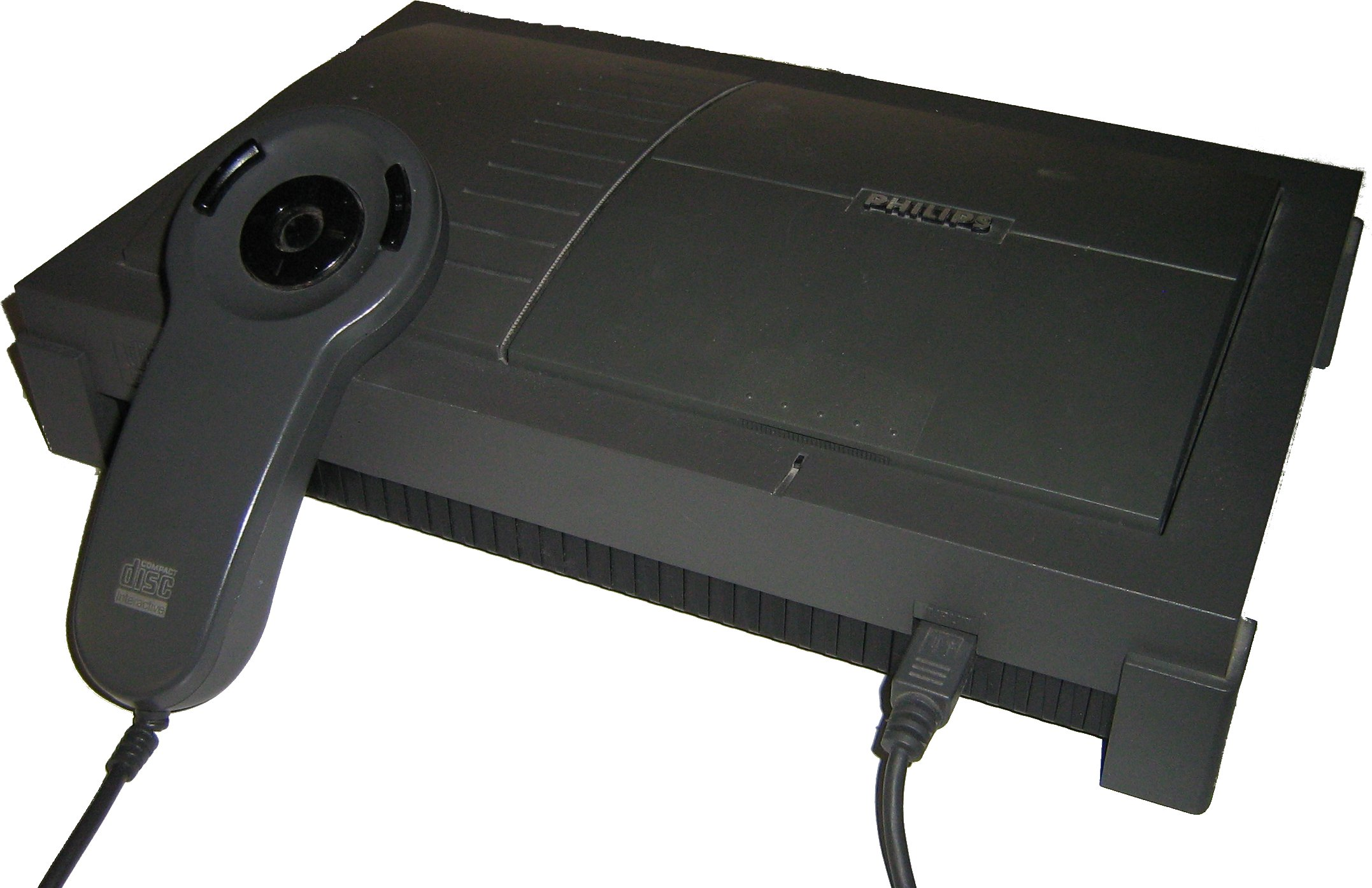
Lecteur de CD-i de Philips modèle 450, avec télécommande.

### Disque CD-i
Un disque CD-i peut contenir 240 000 pages de texte, un millier d'images, ou 75 minutes de vidéo. L'ensemble des spécifications des disques CD-i sont écrites dans le Green Book. Il est incompatible avec son concurrent direct le CD-Rom,.

### Lecteur CD-i
Le lecteur CD-i peut lire des CD de 8 ou 12 cm simple face, d'une capacité maximale de 650 Mio. Il dispose d'une vitesse de transfert de 170 kio/s, ce qui est près de deux fois supérieur à la vitesse des lecteurs CD audio.
Processeur
- 16-bit 68070 (en) CISC (dérivé du processeur 32-bit 68000 de Motorola)
- Cadencé à 15,5 MHz

Affichage
- Résolution : 384x280 à 768x560
- Couleurs : 32768 à l'écran sur une palette de 16.7 millions.
- Emplacement cartouche MPEG 1 pour lire les VideoCD et pour les programmes la nécessitant.

Autre
- 1,5 Mio de mémoire principale
- Lecteur CD-Rom simple vitesse
- ADCPM sur 8 canaux sonores

### Système d'exploitation
Le système d'exploitation s'appelle le CD-RTOS (Compact Disc Real Time Operating System). C'est un système d'exploitation basé sur l'OS-9 de Microware. Le système d'exploitation est totalement contenu dans une mémoire ROM de 512 kio. Le système d'exploitation permet l'interaction avec des périphériques externes, telles que des souris ou des télécommandes. De plus le système d'exploitation permet de changer le langage des logiciels en cours de fonctionnement.

### Carte d'extension Full Motion Video (FMV)
Une carte de décompression vidéo sera intégrée plus tard en tant que carte d'extension. Le composant maître, le processeur Motorola MC68340 coûte trop cher pour être intégré nativement, si bien qu'il est proposé en option avec cette carte. Le module sera vendu pour 1 500 francs.
Un certain nombre de films seront disponibles pour le CD-i, Philips ayant obtenu différent accord avec les majors, comme Paramount Pictures, ou Metro-Goldwyn-Mayer. Ainsi de nombreux films seront disponibles, tel que Top Gun ou Star Trek.

### Accessoires CD-i
Philips commercialise une gamme complète d'accessoires. Ces accessoires se rapprochent des accessoires disponible pour les micro-ordinateur des années 1990. On peut noter que la sensibilité de chacun des accessoires peut être réglée par l'utilisateur.
- Souris CD-i[37]
- Contrôleur à roulette[37]
- Trackball CD-i[37]
- Séparateur E/S[37]

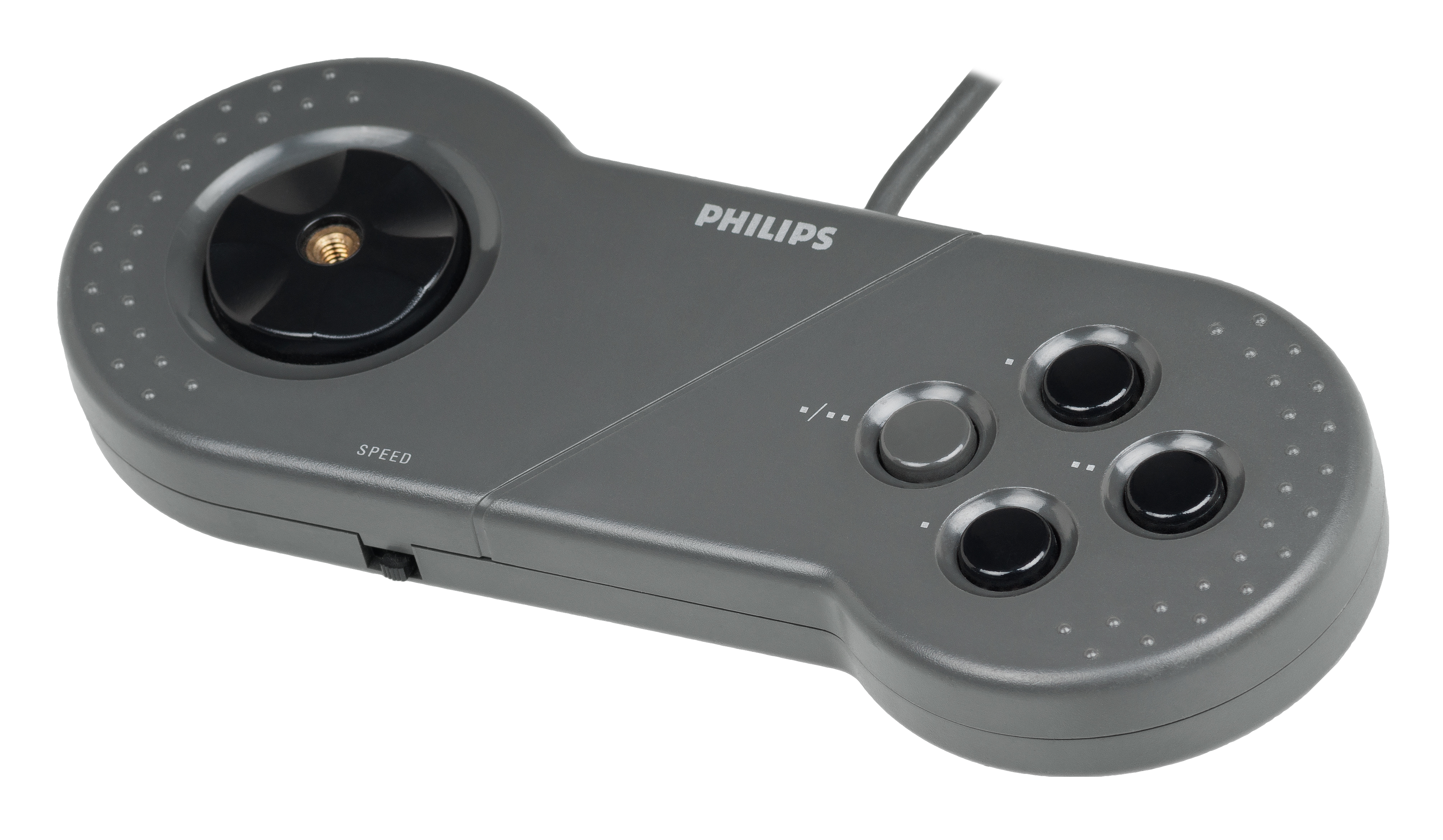
Manette de CD-i, ici celle du CD-i 910.

- Contrôleur Touchpad (Gravis Gamepad à couleurs différentes de l'originelle)[37]
- Contrôleur de jeux[37],[53]
- Télécommande infrarouge[37]

Philips annonce lors de la sortie en 1992 que des lecteurs disquettes, des disques durs, des coprocesseurs, des imprimantes ainsi qu'un modem sont prévus.

## L'offre logicielle
L'offre logicielle était assez vaste, elle pouvait comporter des logiciels interactifs, tel que des encyclopédies ou des visites de musées, mais aussi des films, des jeux vidéo ou même des Photo CD. Mais les coûts importants de développement sur CD-i vont freiner de nombreux projets. En effet un kit de développement pour CD-i coûte environ 450 000 francs contre 30 000 francs pour les PC en 1992.

### Pour les professionnels
Il existe beaucoup d'application professionnelles, il est par exemple encore présent pour les bornes interactives (par exemple en auto-école). Il existe aussi beaucoup d'entreprises qui ont utilisé le CD-i pour diffuser des catalogues interactifs. General Motors, par exemple, utilise des CD-i portables pour diffuser des mini-films de leurs véhicules. Les capacités du support CD permettaient de créer des logiciels très intéressants. Renault l'utilise pour former ses commerciaux et ses mécaniciens avec le logiciel Ediris.

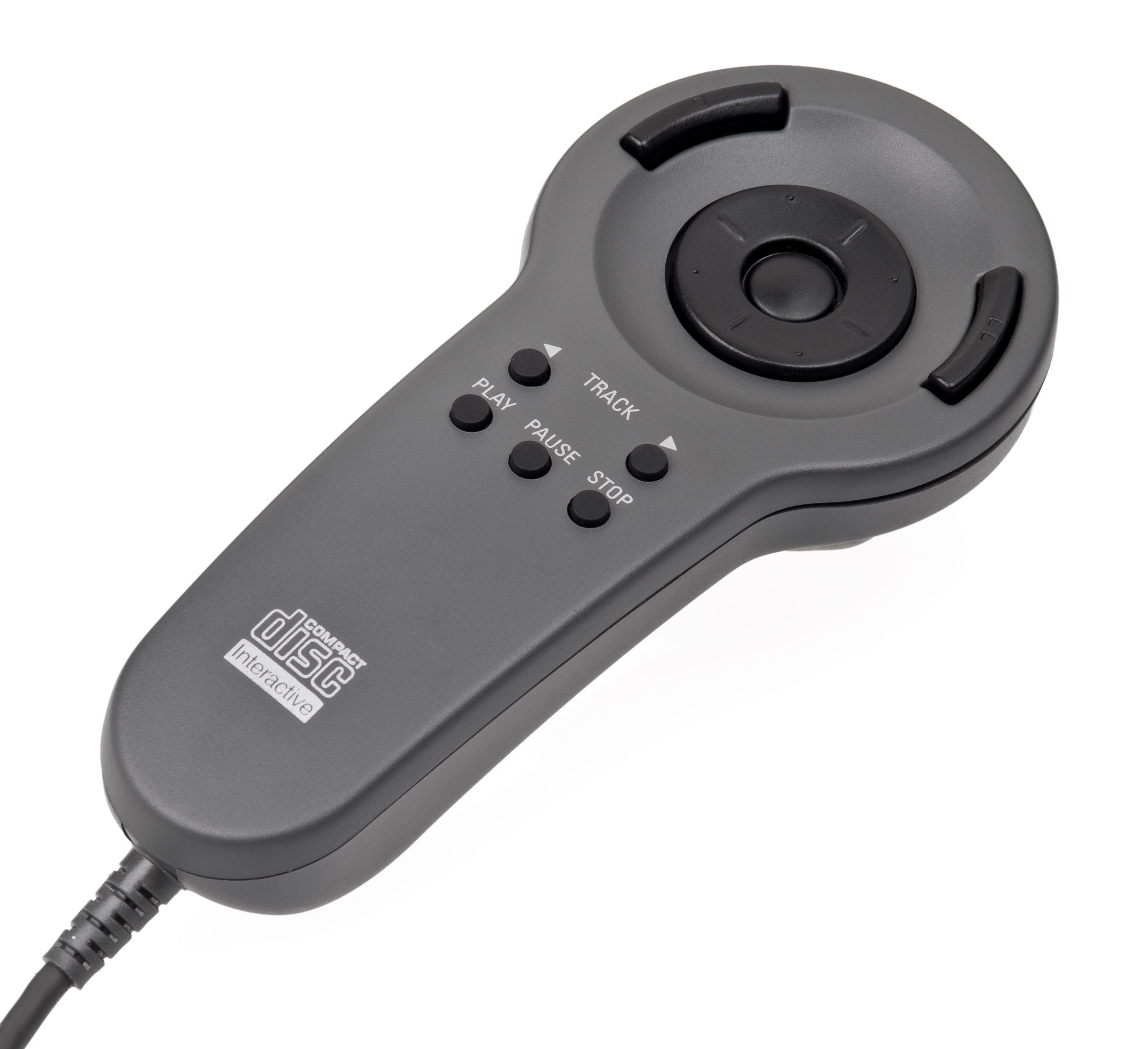
Manette de jeu CD-i peu pratique.

### Les jeux vidéo
Les tentatives de poser le pied dans le marché des jeux ont rapidement été rendues hors de propos par l'arrivée de consoles moins chères et plus puissantes, comme la Nintendo 64 et la PlayStation. Mais les jeux de CD-i incluent des licences phares de Nintendo, bien que ces jeux ne soient pas développés par Nintendo elle-même. En effet Nintendo et Philips avaient établi un accord pour co-développer une amélioration de CD-ROM pour la Super Nintendo (le SNES-CD). Cet accord faisait suite aux désaccords entre Nintendo et son partenaire Sony (un accord qui a produit une console de prototype appelé la « Play Station »). Bien que Philips et Nintendo n'aient jamais publié ce périphérique pour Super Nintendo. Philips était encore contractuellement autorisé à continuer à utiliser les personnages de Nintendo.
Le partenariat avec Nintendo et la sortie de jeux à licences tels que Mario et The Legend of Zelda, sont de bon augure. Plus précisément, un jeu Mario (intitulé Hotel Mario), et trois jeux Zelda sont sortis : Link: The Faces of Evil, Zelda: The Wand of Gamelon et Zelda's Adventure. Mais malgré la présence de tels partenaires, auxquels on peut ajouter Infogrames, qui lors de la sortie française en 1992 a déjà développé 6 titres CD-i, Astérix, Pop Up, Marco Polo, Shaloin's, International Tennis Open et Le mystère de Kether, il n'existe que très peu de jeux de qualité et l'offre ludique n'a jamais décollé.

### Pour l'éducation
Philips, soucieuse de son image, n'oublie pas de proposer des programmes éducatifs en français. Il existe de nombreux logiciels sur tous les thèmes et pour tous les âges. Certains retracent l'histoire de la Renaissance, d'autres parlent de géographie. Très tôt après le lancement en France, Hachette commercialisera son encyclopédie en version numérique. En février 1994, une cinquantaine de logiciels disponibles en français sont sur le marché.

### Le Photo CD

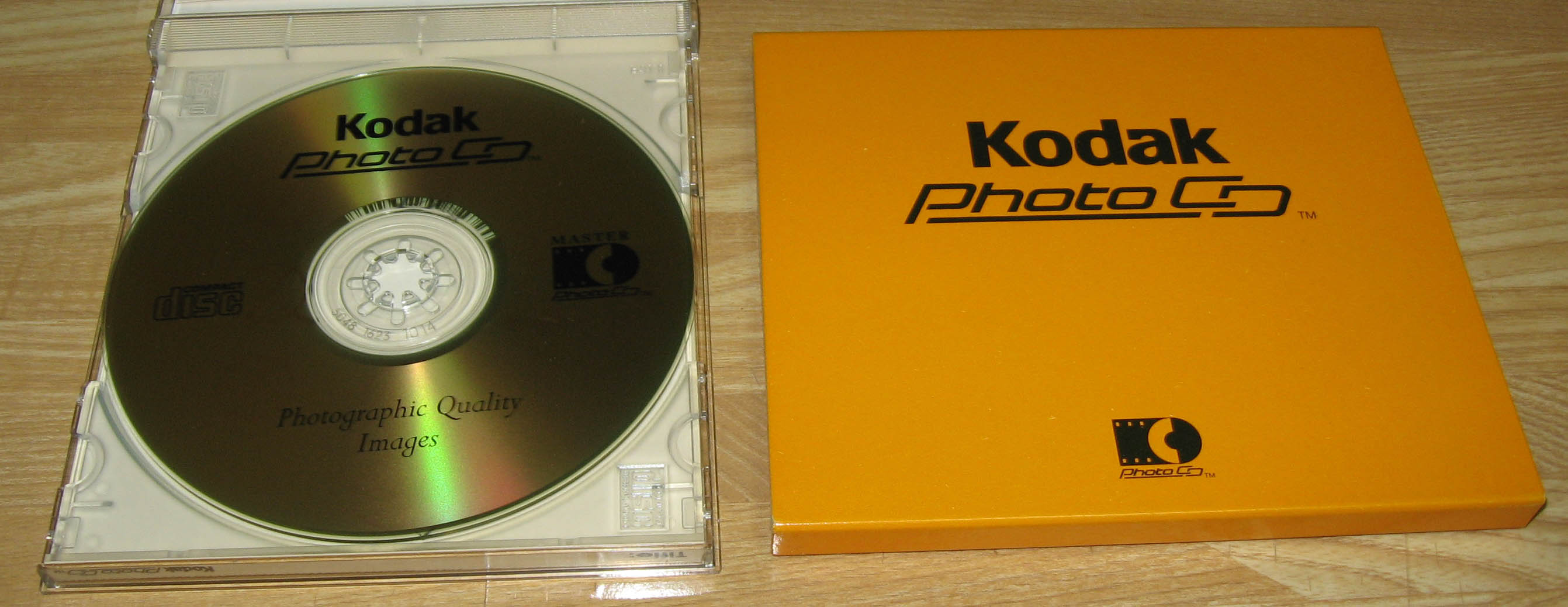
Le Photo CD, développé par Kodak pour stocker des photos sous forme numérique.

Le Photo CD est commercialisé par Kodak à partir de 1992 pour le CD-i, mais aussi pour les autres micro-ordinateurs. Il s'agit d'un CD sur lequel le tireur-développeur va numériser des photos. Une fois les photos numérisées sur un CD, elles peuvent être affichées sur un écran de télévision,. Au lancement le prix était de moins de 100 francs par pellicule développée. Il est ensuite possible de retoucher les images et une centaine de photos sont stockables sur chaque CD. La définition standard des photos étaient de 2048 x 3072 pixels.

### Les films numériques
Les premiers films publiés par Philips sont des films sur disque CD-i, suivant la norme décrite dans le Green Book. Plus tard les films seront publiés sur le format standard Vidéo CD, suivant la norme décrite dans le White Book. Dans les deux cas le format de compression est le MPEG-1.

## Concurrence
Il existe de nombreux concurrents au CD-i de Philips. Pour ne citer que les principaux :
- le micro-ordinateur — tous les types de PC que l'on peut trouver en ce début des années 1990 qui effectuent souvent les mêmes taches que le CD-i (7 000 francs pour les premiers prix) et les Mac CD-Rom, déclinaisons avec lecteur CD-Rom des Macintosh (10 000 francs pour les premiers prix) ;
- la 3DO Interactive Multiplayer et tous ses dérivés, tel que le Panasonic M2 (5 000 francs) ;
- la  Mega Drive de Sega avec le Mega CD pour les jeux vidéo (2 000 francs pour le Mega CD seul) ;
- le CDTV de Commodore suivi de l'Amiga CD32.
- la PC Engine avec son périphérique additionnel permettant de lire des CD-ROM

Le prix moyen en février 1994 est indiqué entre parenthèses, à titre de comparaison à cette période le CD-i seul vaut 3 500 francs.

## Accueil et critique
Philips a agressivement promu le CD-i. À sa sortie en France en 1992, le magazine Joystick est très positif, rapportant que « de nombreux constructeurs, et non des moindres, commencent à annoncer des machines à la norme CD-I ». Joystick note tout de même que si les logiciels éducatifs sont légion, les logiciels de jeux le sont beaucoup moins.
Mais le scepticisme arrive dans le courant de l'année 1993, les ventes ne décollant pas. Les perspectives à long terme par rapport à d'autres plates-formes comme les compatibles PC, Apple Macintosh, et la Sega Mega Drive semblent faibles. Début 1994, le magazine Joystick est plus nuancé concernant l'avenir du format CD-i, même s'il reste confiant. Concernant l'offre en jeu vidéo ils en disent : « Une horreur ! Non je suis vache, Quoiqu'en général, c'est bien dément. La machine est tout juste capable d'animer deux sprites à la fois ». Ce qui met le CD-i dans une situation désavantageuse par rapport aux autres constructeurs de machine de jeu. Le système a en effet des capacités trop faibles pour afficher des jeux vidéo dans de bonnes conditions.
Finalement les ventes globales de lecteur CD-i ont tout juste atteint le million de lecteurs vendus. Environ 200 000 lecteurs ont été vendus en France et les meilleures ventes logiciels concernent les jeux International Tennis Open (150 000 exemplaires) et Chaos Control (130 000 exemplaires).
Après son arrêt, le CD-i a été massivement critiqué par le public sur son prix, ses jeux et ses contrôles. Son contrôleur a été classé cinquième pire contrôleur de jeu vidéo par l'éditeur IGN. PC World a classé le CD-i quatrième sur sa liste « Les 10 consoles de jeux vidéo les plus mal vendues de tous les temps ».